# Paléo-musicologie
 (octobre 2024).
La paléo-musicologie ou paléomusicologie est la branche de la musicologie vouée à l'étude de la musique au temps du Paléolithique,. Elle peut notamment avoir recours à l'archéologie.
Les chercheurs et spécialistes musicologues se penchant sur cette discipline sont dits paléomusicologues.
Parmi les paléomusicologues connus, on peut citer Hermann Koller, Johannes Lohmann et Thrasybulos Georgiades.